# Gilberto Callado de Oliveira
Gilberto Callado de Oliveira (Florianópolis, 11 de maio de 1956) é um procurador de justiça, professor universitário e escritor brasileiro.

## Vida
Formou-se 2º Tenente da reserva não remunerada (NPOR) do Exército Brasileiro, tendo servido no 63º Batalhão de Infantaria, sediado em Florianópolis-SC, sob o comando do então coronel Alberto dos Santos Lima Fajardo. Bacharel em direito pela Universidade Federal de Santa Catarina, em 1981. Doutor em filosofia do direito pela Universidade de Navarra, Espanha, em 1987. Na mesma instituição, realizou pós-doutorado em política jurídica (1994), metodologia juspolítica (2000), filosofia penal (2007) e ciências legislativas (2018).

## Carreira
Entre 1992 e 1996, lecionou na Academia de Polícia Militar de Santa Catarina no curso superior de polícia. Em 2005, foi nomeado Coordenador-Geral do Centro de Apoio Operacional do Controle de Constitucionalidade (CECCON), do Ministério Público Catarinense. Foi empossado na cadeira n. 39 da Academia Catarinense de Letras, em 17 de abril de 2008. É sócio emérito do Instituto Histórico e Geográfico de Santa Catarina e membro da Academia Catarinense de Filosofia. Em 2014 foi eleito Corregedor-Geral do Ministério Público do Estado de Santa Catarina  para mandato de 2 anos , tendo sido reeleito em 2016 .
Citado pelo penalista Damásio de Jesus como destacado defensor do jusnaturalismo no meio jurídico brasileiro . 

## Publicações
A Verdadeira Face do Direito Alternativo, 1995; O Conceito de Acusação, 1996; Demolição multissecular do direito natural, 2000; Filosofia da Política Jurídica, 2001; Princípios Básicos de Política Jurídica, 2005; Sociologia Juspolítica, 2006; Garantismo e Barbárie, 2011; Projeto de Código Penal. "Código de Morte" prestes a desabar sobre a cabeça dos brasileiros, 2013; Hermenêutica e Política do Direito (Objeção de consciência às decisões legiferantes do Supremo Tribunal Federal), 2014.

## Política
Em Março de 2019, foi realizada uma comissão para revisão nas questões do ENEM com o objetivo de retirar o conteúdo ideológico, essa comissão foi realizada conforme manifestado pelo presidente Bolsonaro e criada pelo então Ministro da Educação Ricardo Vélez Rodrigues.
Além de Callado, que representava a sociedade civil, também faziam parte da comissão o diretor de estudos educacionais do INEP, Antônio Maurício Castanheira das Neves e Marco Antônio Barroso Faria - nomeado por Vélez junto com outros dez durante a posse do Ministério - Barrosso Faria foi orientado por Vélez durante o doutorado em Ciência da Religião pela Universidade Federal de Juiz de Fora (UFJF).

Ricardo Vélez Rodrigues foi substituído por Abraham Weintraub, que após a aplicação do ENEM 2019, comemorou o fato de nenhuma parte da prova ter sido alvo de questionamentos.